# Вятлаг
Вятский исправительно-трудовой лагерь (Вятский ИТЛ, ВятЛаг, Вятлаг) — один из крупнейших исправительно-трудовых лагерей в системе ГУЛАГ, К-231, существовавший с 5 февраля 1938 до 1990-х годов.
Подчинялся: Управлению лесной промышленности (УЛП) ГУЛАГа; с 26 февраля 1941 Управлению лагерей лесной промышленности (УЛЛП) НКВД СССР; с 4 марта 1947 Главному управлению лагерей лесной промышленности (ГУЛЛП) МВД СССР; с апреля 1951 ГУЛАГу МЮ СССР; с января 1954 МВД СССР; с конца 1955 МВД РСФСР; с 31 января 1957 ГУИТК МВД СССР; с 1 декабря 1957 МВД РСФСР.
Располагался в Верхнекамском районе Кировской области (частично в Коми-Пермяцком национальном округе и Коми АССР), в 371 километре от областного центра, города Кирова.
В среднем, в лагере содержалось по 15-20 тысяч заключённых. Площадь лагеря составляла примерно 12 000 км2. К концу существования насчитывал 38 лагерных пунктов. Занимался, в основном, лесозаготовкой. Лагерь отличался сложными условиями проживания, так как находился в болотистой местности с высокой влажностью (в среднем — 80 %).
Лагерный центр — посёлок Лесной.

## История

### Основание
В 1931 году закончена прокладка железнодорожной ветки «Яр — Фосфоритная», в это время в Кайском районе начинают появляться первые бараки заключённых, использовавшихся как дешёвая рабочая сила в строительстве. Рядом со станцией Фосфоритная вырастает посёлок Рудничный, специализирующийся на добыче руды с фосфоритами.
С 1 июля 1937 по 1 апреля 1938 число заключённых в ГУЛАГе увеличилось более чем на 800 000, превысив 2 миллиона. 12 августа 1937 СНК СССР обязал наркома Н. И. Ежова организовать 7 лесозаготовительных лагерей. В том же месяце они были открыты, а Лесной сектор ГУЛАГа реорганизован Лесной отдел ГУЛАГа. В начале 1938 появляются ещё 6 лесных лагерей, среди них ВятЛаг, Краслаг, Онеглаг и другие. Осенью 1937 года руководство посёлка получает предписание о выделении части помещений для размещения руководства Вятского лагеря. Официальное открытие лагеря состоялось 5 февраля 1938 года. Ходили слухи, что лагерь строят на границе Вятско-Камской и Северо-Двинской речных систем, чтобы соединить их водным каналом, однако, этот проект не осуществился.
Вместе с лагерем строится Гайно-Кайская железная дорога (ГКЖД), протяжённостью 247 км от станции Верхнекамская до станции Крутоборка, соединяющая лагерные пункты ВятЛага. В конце 1980-х годов более 150 км железнодорожного участка было разобрано в связи с расформированием лагпунктов. По мере вырубки лесов лагерные пункты смещаются на север и восток.
В 1938 году рядом со станцией Лесная ГКЖД строится лесозавод и соцгородок — центр будущего лагеря. В 1939 году сюда переезжает руководство лагеря.

### Предвоенный период
Первым начальником стал Непомнящий, Григорий Самойлович. При нём производственные планы 1938 и 1939 не были выполнены. Лесные пожары лета и сентября 1939 усугубили ситуацию, и Непомнящий был снят с должности «за неприятие мер по тушению лесных пожаров» новым наркомом внутренних дел Л. П. Берия. После него начальником стал Долгих, Иван Иванович.

### Великая Отечественная война
С первых дней ВОВ лагерь снабжал оборонные предприятия пиломатериалами и другой лесопродукцией. В июле 1942 года по распоряжению ГКО СССР в центральных механических мастерских ВятЛага стали производить металлические детали для артиллерийских снарядов и мин.
Со 2 февраля 1943 года по решению политотдела ГУЛАГа для лесных лагерей начала издаваться газета для заключённых «Лес — стране», а вместе с ней газета для вольнонаёмных — «Призыв». Были организованы производственные соревнования среди заключённых, где в качестве награды выступал дополнительный паёк. Помимо общего участия в соревнованиях лесных лагерей, каждый лагерь имел свою пару, с которой уже соревновался напрямую. Для Вятлага это был Унжлаг. Если план 1941 и 1942 лагерь ещё выполнил, то по итогам первого квартала 1943 Вятлаг занял последнее место среди лесных лагерей. За невыполнение плана 1943 Н. С. Левинсона, начальника Вятлага, капитана госбезопасности, перевели с понижением в Ивдельлаг.
Для нужд фронта в фонд обороны Родины отправлялась практически вся продукция подсобных хозяйств ВятЛага, снабжавших едой заключённых. Смертность в лагерях в начале войны была катастрофической, почти половина заключенных не смогли пережить 40-градусные морозы зимы 1941—1942 года. В 1942 году в лагере от голода ежедневно на 1 000 человек умирало 18. Руководители лагпунктов организовывали специальные бригады из бесконвойников и вольнонаёмных для сбора грибов и ягод в лесу. Отдельные подсобные хозяйства стали организовывать прямо при лесозаготовительных лагпунктах, сотрудники учреждения занимались животноводством.

### Инцидент на 21-м ОЛП
5 июля 1953 года стрелком ВОХРа был убит заключённый. Проигравшийся в карты заключённый скрывался под вышкой часового, и был убит охранником, принявшим его за беглеца. 6 июля все 1200 заключённых 21-го ОЛП объявили забастовку и не вышли на работу. Они отобрали ключи от бараков и установили собственные посты наблюдения за охраной. Заключённые требовали для переговоров представителей из Москвы. В качестве подтверждения своей решимости они сожгли один из бараков и стали угрожать поджечь весь лагерь, чтобы напасть на охрану, отобрать у неё оружие и бежать из лагеря. Инцидент был исчерпан после прибытия делегации из министерства юстиции и прокуратуры и переговоров с заключёнными.

### Сучья война
После Великой Отечественной войны в криминальном мире стала разгораться Сучья война среди блатных. Отказавшиеся воевать авторитеты стали обвинять воевавших на фронтах в нарушении воровского закона и объявили их суками. Между двумя группировками — «честных воров» и «сук» — началась борьба за власть. К «сукам» добровольно или под угрозой применения насилия стали примыкать новые заключённые, становившиеся «ссучеными». Руководство ГУЛАГа видело в этом конфликте конец единого криминального мира и не мешало, а зачастую и провоцировало новые конфликты.
В ВятЛаге после войны установилось правление «ссученых». В январе 1954 года на Комендантский ОЛП прибыла группа блатных — «честных воров», вскоре она завоевала верховенство среди заключённых. Начались разборки, несколько «ссученых» были убиты. Ещё больше ситуация накалилась, когда организаторы бунта захватили контору лагпункта и вскрыли сейф лагерного оперуполномоченного. Среди прочего в сейфе лежали списки информаторов среди заключённых — «стукачей». Несколько человек из списка было повешено. Переговоры лагерного руководства с заключёнными ни к чему не привели, а помощник прокурора Кировской области М. А. Мочалов едва не был убит при переговорах, но успел бежать.
Для ликвидации бунта в посёлок Лесной приехал заместитель начальника ГУЛаг генерал В. М. Бочков с ротой автоматчиков. Было разобрано ограждение зоны со стороны пруда. Тем, кто пожелает сохранить жизнь, было предложено покинуть бараки и выйти из зоны на лёд. Многие стали выходить на ледяную площадку, самые ярые блатные взяли в заложники обычных заключённых и политических и повели перед собой на автоматчиков. В результате подавления бунта около ста человек было застрелено, ещё 300 ранено. Практически все блатные главари были убиты.
За непринятие должных мер к предотвращению бунта руководство Комендантского ОЛП и режимного отдела были привлечены к дисциплинарной ответственности. Начальника ВОХРа Науменко сняли с должности.

## Устройство

### Гайно-Кайская железная дорога
Гайно-Кайская железная дорога — железнодорожная сеть, входившая в структуру ВятЛага. Являлась основным видом транспорта в районе местонахождения ВятЛага. Максимального развития достигла в 1960-е годы, более 300 километров. По состоянию на 2008 год, название «Гайно-Кайская железная дорога» остаётся официальным (). Гайно-Кайская ж.д. МВД СССР (а раннее НКВД СССР) была протяжённостью ровно 247 км, от станции Верхнекамская до Крутоборки, и ни в одной карте МПС СССР не числилась. 
- История ВятЛага и Гайно-Кайской железной дороги (недоступная ссылка) на «Сайте о железной дороге» Сергея Болашенко
- Поездка по ГКЖД, 2008-й год
- Поездка в «ВятЛаг», 2011 год

## Начальники
- Непомнящий, Григорий Самойлович — 8 сентября 1938 года по ?
- Долгих, Иван Иванович — 8 апреля 1939 года по июль 1941 года
- Левинсон, Ной Соломонович — 23 июля 1941 года по 28 декабря 1943 года
- Кухтиков, Алексей Демьянович, полковник — 28 декабря 1943 года по 8 января 1947 года
- Дидоренко, Сергей Акимович, подполковник, полковник — 11 февраля 1947 года по 26 июня 1952 года
- Огородников, Кузьма Александрович, подполковник — 1 апреля 1953 года(и. о.), 9 октября 1953 года по 23 февраля 1954 года
- Мартыненко, Владимир Никитович, подполковник — 23 февраля 1954 года по 3 января 1955 года
- Орлов, Алексей Вадимович, подполковник — 3 января 1955 года по ?
- Герус, Филипп Данилович, подполковник — 13 июня 1956 года (и. о.), в 1958 году упоминается как зам. начальника.

## Численность осуждённых
| Год        | Кол-во заключённых (военнопленные, трудармейцы и спецпоселенцы не считаются) |
| ---------- | ---------------------------------------------------------------------------- |
| 1939       | 20 738                                                                       |
| 15.07.1941 | 19 596                                                                       |
| 23.07.1941 | 19 650                                                                       |
| 01.01.1944 | 11 979                                                                       |
| 01.01.1946 | 16 179                                                                       |
| 01.03.1947 | 19 081                                                                       |
| 1948       | 25 642                                                                       |
| 1954       | 21 935                                                                       |
| 01.12.1957 | 23 327                                                                       |
| 1960       | 17 775                                                                       |

Лагерь с самого начала создавался как совместный для мужчин и женщин.

## Известные заключённые
- Архимандрит Павел (в миру Павел Александрович Груздев) (1910-†1996)
- Александр Гинзбург — правозащитник и журналист (1936-†2002)
- Ёсико Окада — японская актриса. С 1950-х годов — советский кинорежиссёр и актриса, театральный деятель, диктор (1902-†1992)
- Панин, Дмитрий Михайлович — русский мыслитель, философ и публицист, инженер (1911-†1987)
- Марсель, Поль Александрович — советский композитор-песенник, дирижёр (1908-†1973)
- Муравьёв, Владимир Брониславович — русский писатель, переводчик, москвовед, действительный член Академии архитектурного наследия (1928-†2020)
- Чичибабин, Борис Алексеевич — русский поэт (1923-†1994)
- Стрельцов, Эдуард Анатольевич — советский футболист, нападающий (1937-†1990)
- Окуневская, Татьяна Кирилловна — советская и российская актриса (1914-†2002)
- Семпер, Наталья Евгеньевна — русский переводчик и художник, мемуарист (1911-†1995)
- Орасмаа, Йоханнес — эстонский военачальник, генерал-майор, скончался в заключении (1890-†1943)